# ريكس لي جيم
ريكس لي جيم (بالإنجليزية: Rex Lee Jim)‏ هو كاتب وسياسي أمريكي، ولد في 1962 في الولايات المتحدة. انتخب نائب رئيس أمة النافاهو ‏.